# Friedrich Ehrenberg
Friedrich Ehrenberg (* 6. Dezember 1776 in Elberfeld (heute Stadtteil von Wuppertal); † 7. Dezember 1852 in Berlin) war ein deutscher reformierter Theologe und Schriftsteller.

## Leben
Ehrenberg war der Sohn des Mühlheimer Kaufmanns Röttger Ehrenberg und der Elisabeth Enderlin. Er wurde am 10. Dezember 1798 ordiniert und war danach in Plettenberg als Pfarrer tätig, 1803 wechselte er nach Iserlohn. Ab 1806 war er in Berlin fünfter Hof- und Domprediger. Er stieg 1812 auf die dritte und 1816 auf die zweite Dompredigerstelle am Berliner Dom auf. Seit 1817 Doktor der Theologie und als Nachfolger von Bischof F. S. G. Sack im Kultusministerium tätig, ernannte ihn der preußische König Friedrich Wilhelm III. 1822 zum Oberhofprediger, 1834 zum Wirklichen Oberkonsistorialrat, gleichzeitig auch zum vortragenden Rat im Kultusministerium, und 1836 zum Domherrn von Brandenburg. Er lehnte das ihm 1831 angebotene Amt des Generalsuperintendenten für die Kirchenprovinz Ostpreußen der Evangelischen Landeskirche in Preußen ab. Friedrich Wilhelm IV. ernannte ihn 1852 zum Ehrenmitglied im Evangelischen Oberkirchenrat.
Ehrenberg veröffentlichte zahlreiche, teilweise mehrfach wieder aufgelegte und auch in andere Sprachen übersetzte Werke der Erbauungsliteratur, Predigten und Reden. Mit dem preußischen König Friedrich Wilhelm III. war er bekannt und vermittelte zeitweise zwischen den Konfessionen. Im Agendenstreit setzte er sich für die Union zwischen der lutherischen und der reformierten Kirche ein, vertrat aber dennoch die Standpunkte der Reformierten Kirche. Auf den Synoden im Jahre 1818 wurde sein Entwurf einer neuen Kirchenordnung diskutiert, sein Vorschlag regte 1830 zur Gründung einer maßgeblich von Johann Gottfried Scheibel vorangetriebenen und von der Preußischen Landeskirche unabhängigen Evangelisch-Lutherischen Kirche in Preußen an.
Ehrenberg war zweimal verheiratet. 1813 heiratete er in Berlin Hermine von Koenen (1783–1817), die Tochter des Vizepräsidenten des Berliner Kammergerichtes, mit der er zwei Söhne hatte. Nach dem frühen Tod seiner ersten Frau heiratete er 1819, ebenfalls in Berlin, Wilhelmine Sophie Jul. Luise von Heydebreck, die Tochter von Georg Christian von Heydebreck, des Oberpräsidenten von Brandenburg. Seiner zweiten Ehe entstammte eine Tochter.
1821 wurde Ehrenberg mit dem Ritterkreuz des Preußischen Roten Adlerordens III. Klasse ausgezeichnet.
Friedrich Ehrenberg starb, einen Tag nach seinem 76. Geburtstag, am 7. Dezember 1852 in Berlin. Beigesetzt wurde er auf dem Friedhof II der Jerusalems- und Neuen Kirche vor dem Halleschen Tor. Das Wandgrab aus Klinkermauerwerk mit Inschriftentafel ist erhalten.

## Werke (Auswahl)
- Reden an gebildete Menschen, 2 Bände, Düsseldorf, 1802–04
- Reden an Gebildete aus dem weiblichen Geschlecht, Elberfeld, 1804, 5. Auflage 1854
- Praktische Lebensweisheit. Ein Handbuch für Aufgeklärte, 2 Bände, Leipzig, 1805/06
- Handbuch für ästhetische, moralische und religiöse Bildung des Lebens, Elberfeld, 1807
- Festpredigten, Leipzig 1808 (Digitalisat)
- Glaubensbekenntniß Seiner königlichen Hoheit des Prinzen Friedrich Wilhelm von Preußen nebst der Confirmationshandlung und den Lebensgrundsätzen desselben, Elberfeld 1812, 4. Auflage Berlin 1861 (Herausgeber)
- Der Charakter und die Bestimmung des Mannes, Elberfeld, 1808, 2. Auflage Elberfeld 1822
- Weiblicher Sinn und weibliches Leben, 2 Bände, Elberfeld, 1809, 3. Auflage Elberfeld, 1836
- Blätter dem Genius der Weiblichkeit gewidmet, Elberfeld, 1809
- Das Volk und seine Fürsten, Volkswesen und Volkssinn, Leipzig, 1815
- Andachtsbuch für Gebildete des weiblichen Geschlechts, 2 Bände, Elberfeld 1816, 6. Auflage 1844; 7. Auflage 1856
- Für Frohe und Trauernde, Leipzig, 1818
- Grabrede für den Minister Stein, Elberfeld, 1840 (Herausgeber)
- Predigt zu der Seiner Majestät dem Könige Friedrich Wilhelm des Vierten von Preußen am fünfzehnten Oktober Achtzehnhundertvierzig von den Ständen der Provinzen Brandenburg, Pommern, Schlesien, Sachsen, Westphalen und Rheinland geleisteten Erbhuldigung in der Hof-Ober-Pfarr und Dom-Kirche zu Berlin. Enslin, Berlin 1840 (Digitalisierte Ausgabe der Universitäts- und Landesbibliothek Düsseldorf)
- Gedächtnißpredigt auf ... König Friedrich Wilhelm III...., am 19. Juli 1840 in der .. Domkirche zu Berlin gehalten...., Berlin, 1840
- Predigt bei der Eröffnung des vereinigten Landtages, Berlin 1847 (Herausgeber)